# Lisa Forbes (femme politique)
Lisa Jane Forbes (née le 28 juillet 1969) est une femme politique du Parti travailliste britannique. Elle est élue députée de Peterborough lors d'une élection partielle de juin 2019 et quitte ses fonctions à l'élection générale de décembre de la même année.

## Biographie
Lisa Forbes, qui est membre de GMB, est une responsable de Unite the Union. Elle travaille pour Thomas Cook.
Elle est élue conseillère travailliste pour le quartier Orton Longueville au conseil municipal de Peterborough en 2012, se retirant en 2016 pour se concentrer sur sa candidature parlementaire,.
Elle est la candidate travailliste à Peterborough aux élections générales de 2015, qui voit la majorité conservatrice réduite de plus de moitié, mais choisit de ne pas se présenter aux élections de 2017 au cours desquelles Fiona Onasanya remporte le siège pour le parti travailliste. Après la destitution d'Onasanya au moyen d'une pétition de rappel, Forbes est sélectionnée pour se présenter à nouveau au siège lors de l'élection partielle qui suit.
Elle est élue députée de Peterborough lors de l'élection partielle du 6 juin 2019 avec une majorité de 683 voix sur le candidat du Brexit Party Mike Greene, favori des sondages,.
Au cours de son bref passage au Parlement, elle demande en vain un renflouement du gouvernement pour Thomas Cook Group, qui emploie 1 000 personnes et a son siège social dans sa circonscription, et fait campagne pour qu'il y ait des directives légales sur les coûts des uniformes scolaires.
Forbes se présente aux élections générales de 2019, mais perd de 2 580 voix contre le candidat conservateur Paul Bristow.